# Frank Benatelli
Frank Benatelli (* 19. August 1962 in Bochum) ist ein deutscher Fußballtrainer italienischer Abstammung und ehemaliger Fußballspieler.

## Spielerkarriere
Benatelli spielte in der A-Jugend und der Amateurmannschaft des VfL Bochum, bevor er 1983 für denselben Verein unter Trainer Rolf Schafstall in der Fußball-Bundesliga debütierte. Seine Karriere musste er 1992 infolge einer 1991 in der Begegnung gegen Borussia Mönchengladbach erlittenen Verletzung an der Patellasehne, die mit dem Funktionsverlust des Knies einherging, als Sportinvalide beenden. Bis zu diesem Zeitpunkt absolvierte er insgesamt 192 Bundesligaspiele und erzielte dabei 13 Tore. Heute tritt er noch nebenbei für die VfL-Traditionsmannschaft als Spieler an.

## Trainerkarriere
Anschließend arbeitete Benatelli als Fußball-Trainer für den SV Sodingen, den Hasper SV, Blau Weiß Post Recklinghausen, Schwarz-Weiß Essen, den SSV Hagen sowie als Spielbeobachter für Hertha BSC. Ab Januar 2006 trainierte er den Oberligisten TuRU Düsseldorf, seit Beginn der Saison 2009 den Bochumer Kreisligisten CSV Sportfreunde Bochum-Linden, den er 2011 in die Bezirksliga und 2012 in die Landesliga führte.

## Sonstiges
Benatelli ist Vater einer Tochter und eines Sohnes. Sein Sohn Rico ist ebenfalls Profifußballer.